# لغات كنعانية
اللغات الكنعانية، هي مجموعة من اللغات السامية التي تنتمي إلى اللغات السامية الشمالية الغربية - الفرع الكنعاني. وقد انتشرت اللغات الكنعانية في أرض كنعان التي تشمل أساساً فلسطين والساحل الغربي للبنان والجنوب الغربي من سوريا على لسان الكنعانيين بعد هجرتهم إليها، وكانت هذه اللغات عبارة عن مجموعة من اللهجات المتقاربة من بعضها البعض في الصفات اللغوية. اللغة الوحيدة من عائلة اللغات الكنعانية التي لا تزال مستخدمة حتى اليوم هي اللغة العبرية.

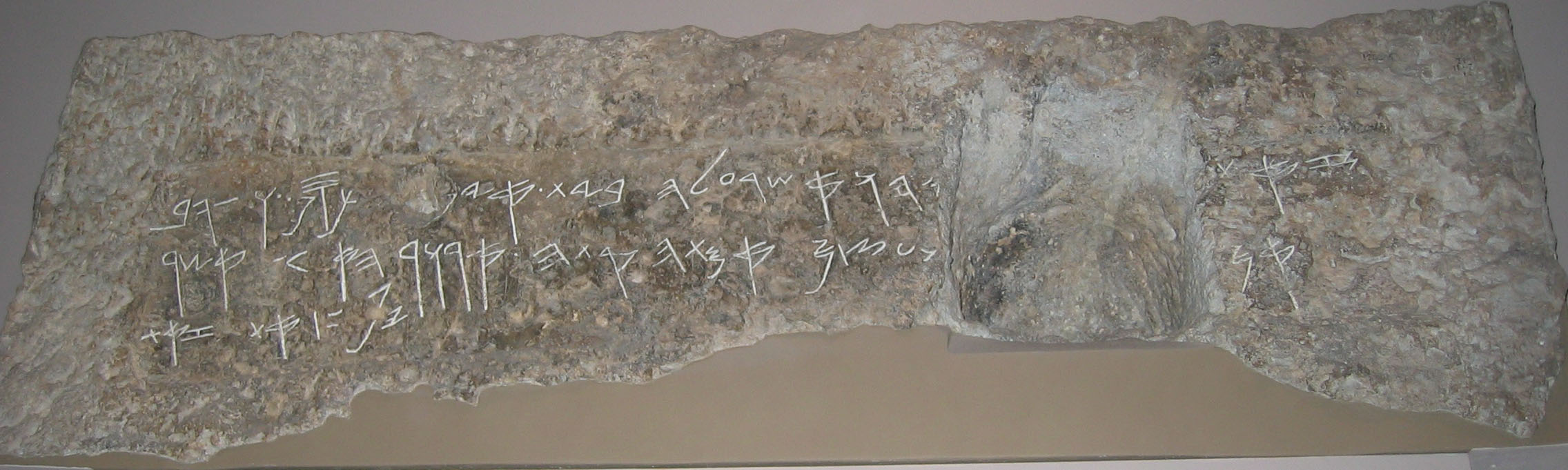
نقش باللغة العبرية التوراتية، إحدى اللغات الكنعانية، تم اكتشافه في سلوان بالقدس

## تصنيف اللغات الكنعانية

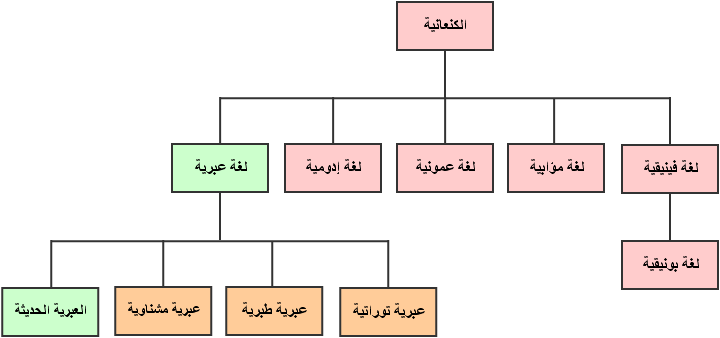
تصنف اللغات الكنعانية الرئيسية كما يلي:
لغات كنعانية منقرضة ولم تعد مستعملة في الوقت الحالي.
لغات كنعانية تستعمل بنطاق ضيق (كالاستعمالات الدينية).
لغات كنعانية حية ومستعملة بشكل واسع.

تصنف اللغات الكنعانية إلى العديد من اللغات وهي:
- اللغة الفينيقية، وقد كانت محكية على لسان الفينقيين في الساحل الغربي من لبنان والذي يشمل صيدا وبيروت وغيرها من المدن الفينيفية، بالإضافة إلى الساحل الغربي الشمالي من فلسطين (عكا)، وقد انقسمت إلى:
  - اللغة البونيقية، أو القرطاجيّة، وهي عبارة عن لهجة من اللغة الفينيقية وقد انتشرت بين سكان إمبراطورية قرطاج.
- اللغة المؤابية، وهي اللغة التي كانت محكية على لسان المؤابيين في مملكة مؤاب.
- اللغة العمونية، وهي اللغة التي كانت محكية على لسان العمونيين الذين كانوا يعيشون في المملكة العمونية التي نشأت شرق نهر الأردن (مدينة عمّان حاليا).
- اللغة الإدومية، وقد كانت محكية على لسان الإدوميين في مملكتهم التي نشأت في جنوب فلسطين وجزء منها في الأردن.
- اللغة العبرية، وهي اللغة التي كانت محكية على لسان العبرانيين في فلسطين، وقد تأثرت اللغة العبرية التي كانت محكية في مملكة إسرائيل الشمالية باللغة الفينيقية، واللغة العبرية التي كانت محكية في مملكة يهوذا باللغة الآرامية، إلا أن اللغة العبرية التوراتية هي نفسها التي كانت محكية في مملكة يهوذا، وقد انقسمت اللغة العبرية إلى عدة لهجات نتيجة الأوضاع المختلفة التي تعرض لها اليهود، وهذه اللغات هي:
  - اللغة العبرية التوراتية، وهي لغة العهد القديم.
    - اللغة العبرية السامرية، تستعمل بنطاق ضيق لدى السامريين الذين يعيشون على جبل حولون داخل إسرائيل حاليا، والسامريين الذين يعيشون على جبل جرزيم في مدينة نابلس بالضفة الغربية والتي تسمى بمنطقة (يهوذا والسامرة).

  - اللغة العبرية الطبرية، تستعمل بنطاق ضيق في الطقوس الدينية.
    - اللغة العبرية المزراحية، ما زالت مستخدمة لدى بعض اليهود الشرقيين.
      - اللغة العبرية اليمنية، ما زالت مستخدمة على لسان يهود اليمن.

    - اللغة العبرية السفاردية، تستخدم على لسان يهود السفارديم لكن أصبحت أقل.
    - اللغة العبرية الإشكنازية، تستخدم على لسان يهود الإشكناز.

  - اللغة العبرية المشناوية (عبرية المشناة)، تستخدم في قراءة المشناة.
  - اللغة العبرية الحديثة، تستخدم حاليا كلغة رسمية في دولة إسرائيل على لسان اليهود ويتحدث بها كذلك أعداد كبيرة من الفلسطينيين.

و قد تقلص استعمال جميع اللغات الكنعانية، باستثناء اللغة العبرية الحديثة.

## أصوات اللغات الكنعانية
بشكل عام احتوت اللغات الكنعانية على الكثير من الأصوات، وهي:
- حروف حلقية، وتقابل بالعربية (أ، ه، ح، ع).
- الحروف الشفوية، وتقابل بالعربية (ب، پ، و، م، ف، ڤ).
- الحروف الحنكية، وتقابل بالعربية (خ، غ، ك، ق، ي، گ).
- الحروف اللسانية، وتقابل بالعربية (ت، ث، د، ذ، ط، ل، ن، ر).
- الحروف الصفيرية، وتقابل بالعربية (ز، س، ش، ص).
- حروف الإطباق (التفخيم)، وتقابل بالعربية (ص، ط، ق).

مع أن اللغات الكنعانية احتوت تلك الأصوات بشكل عام، إلا أنه ليس جميع اللغات الكنعانية امتلكت هذه الحروف في لغاتها، كاللغة الفينيقية التي احتوت على 22 حرف فقط وهي تقابل بالعربية «لفظا» (أ، ب، گ، د، ه، و، ز، ح، ط، ي، ك، ل، م، ن، س، ع، پ، ص، ق، ر، ش، ت).

## تحويل الأصوات باللغات الكنعانية
تشابه اللغات الكنعانية اللغات السامية الأخرى كالعربية، إلا أنه حدث بها تغيير صوتي كالتالي:

### الحروف الصامتة
تم قلب الأصوات السامية الأصلية إلى أصوات أخرى على النحو الآتي:
| الصوت السامي الأصلي بنظام ألفبائية صوتية دولية | المقابل باللغة العربية | الصوت السامي بعد القلب بنظام IPA | المقابل باللغة العربية |
| ---------------------------------------------- | ---------------------- | -------------------------------- | ---------------------- |
| /s/                                            | س                      | /ʃ/                              | ش                      |
| /ʃ/                                            | ش                      | /s/                              | س                      |
| /θ/                                            | ث                      | /ʃ/                              | ش                      |
| /x/                                            | خ                      | /ħ/                              | ح                      |
| /ð/                                            | ذ                      | /z/                              | ز                      |
| /dˤ/                                           | ض                      | /sˤ/                             | ص                      |
| /ðˤ/                                           | ظ                      | /sˤ/                             | ص                      |
| /ɣ/                                            | غ                      | /ʕ/                              | ع                      |
| /w/                                            | و                      | /w/ /j/                          | و (*)، ي               |

ملحوظات:
- الصوت السامي /ɬ/ غير موجود باللغة العربية، لكنه كان موجود باللغة العبرية المبكرة التي تعود إلى ما قبل عام 2000 ق.م حتى حدوث السبي البابلي إلا أنه تحول بعد ذلك إلى /s/ فيما يعرف باللغة العبرية الطبرية أما اللغة الفينيقية فقد كانت تقلبه إلى /ʃ/.
- كانت اللغات الكنعانية تبدل بين نطق /h/ و/ʔ/ بشكل متفاوت فيما بينها.
- (*) ينطق حرف (و) حاليا بالعبرية والتي هي اللغة الكنعانية الوحيدة التي ما زالت حية على شكل /v/ لكنه بالأصل كان ينطق /w/.

### الأصوات الصائتة
و هي الأصوات المتحركة أو العلة، وحدث بها قلب بين اللغة السامية الأم ومجموعة اللغات الكنعانية التي انتشرت في فلسطين ما قبل الميلاد على النحو الآتي:
- /a/ أصبح /a/ و/ɑ/ و/o/ و/u/ و/ə/.
- /i/ أصبح /i/ و/e/ و/ɛ/.
- /u/ أصبح /u/ و/o/ و/ɔ/.

التراكيب وتحولت إلى:
- /aj/ أصبح /e/.
- /aw/ أصبح /o/.

## إسهامات اللغات الكنعانية للبشرية
كان لظهور اللغات الكنعانية على ألسنة متحدثيها من الكنعانيين والفينيقيين، أن أسمهت في ظهور أحد أهم الاختراعات في تاريخ البشرية، والذي يتجلى في اختراع الحروف الأبجدية الذي ظهر على يد الفينيقيين لكتابة اللغة الفينيقية بالحروف بدلا من الرموز، فظهر على يدهم أول أبجدية بالعالم وجدت في مملكة أوغاريت على الساحل السوري وتتكون من 22 حرفاً ذات أصوات ثابتة صامتة بدون حروف متحركة، وهذه الحروف هي:
| الحرف الفينيقي   | ألف  | بيت | جيمل | دالت | هي   | واو | زاين | حيت | طيت | يود       | كاف |
| المقابل بالعربية | أ    | ب   | ج    | د    | هـ   | و   | ز    | ح   | ط   | ي         | ك   |
| المقابل بالعبرية | א    | ב   | ג    | ד    | ה    | ו   | ז    | ח   | ט   | י         | כ ך |
| الحرف الفينيقي   | لامد | ميم | نون  | سامخ | عاين | في  | صادي | قوف | ريش | سين / شين | تاو |
| المقابل بالعربية | ل    | م   | ن    | س    | ع    | ف   | ص    | ق   | ر   | ش         | ت   |
| المقابل بالعبرية | ל    | מ ם | נ ן  | ס    | ע    | פ ף | צ ץ  | ק   | ר   | שׁ / שׂ     | ת   |

ملحوظة: الحرف الفينيقي () والذي يقابله بالعبرية (ס) لا يوجد له مقابل باللغة العربية، إنما كان يوجد باللغة السامية الأم، لكنه يلفظ كلفظ حرف (س).
ظهرت هذه الأبجدية كأول أبجدية كنعانية وعثر عليها مدونة في أحد الرقم المكتشفة في مملكة اوغاريت على الساحل السوري في مدينة اللاذقية في الجمهورية العربية السورية، شاعت في ذلك الوقت استخدامها بين اللغات الكنعانية المنتشرة في فلسطين ولبنان كالعبرية القديمة والأدومية والفينيقية، وقد استعارتها اليونانية ثم اشتقت منها اللاتينية.

## روابط مشتركة بين اللغات الكنعانية
بما أن اللغات الكنعانية كانت لغات منتشرة في بقعة جغرافية صغيرة المساحة (فلسطين ولبنان) وكونها تنتمي لعائلة لغوية واحدة (اللغات السامية)، أدى ذلك إلى اشتراك اللغات الكنعانية في كثير من الخصائص اللغوية، وهي على النحو الآتي:

### نحويا
من الروابط المشتركة نحويا:

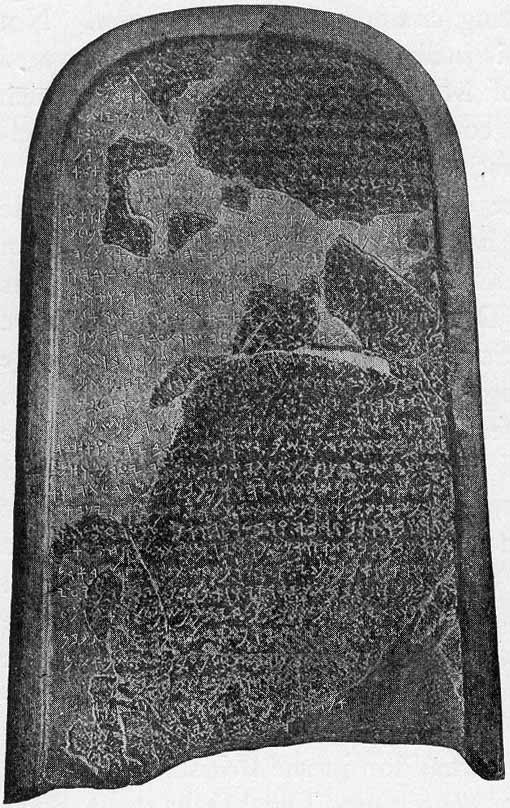
نقش ميشع، وهو مكتوب بإحدى اللغات الكنعانية.

- تشترك اللغات الكنعانية في كون أداة التعريف تدخل على بداية الاسم، فإما أن تكون (ה) أو (א).
- كما أنها تشترك في أداة الجمع، حيث كانت اللغات الكنعانية تضيف أداة الجمع (-ים أو -ין) في نهاية الاسم المذكر لجمعه، و (ת) في نهاية الاسم المؤنث لجمعه.
- يتم تأنيث الاسم المذكر باللغات الكنعانية عبر إضافة حرف تاء في نهاية الاسم (-ת)، إلا أن العبرية تأثرت بالآرامية وأصبحت تضيف (-ה) في نهاية الاسم المؤنث الغير مضاف و (-ת) في نهاية الاسم المضاف.
- تشترك اللغات الكنعانية في الضمائر (אנכי (אני بالعبرية), אנחנו, אתה, אתי (את بالعبرية), אתם, אתן, הוא, היא, הם, הן)، والأختلاف في الضمائر بين اللغات الكنعانية لا يمكن أكثر من كونه اختلاف بسيط بين لهجة وأخرى.
- احتوت اللغات الكنعانية على الوأو التي تدخل على الفعل المضارع لتحويله إلى ماضي، مثل: (וַיּאמר) تعني قال، وقد وجدت هذه الواو في اللغة العبرية المكتوبة بالعهد القديم وفي اللغة المكتوبة بنقش ميشع.
- إذا دخلت الحروف (א, נ, ת, י) على الفعل فإنه يصبح مضارع، لكن هذا لا ينطبق على اللغة العبرية الحديثة والتي هي تبعد نوعا ما عن اللغة العبرية الأصلية.
- بشكل عام فإن بناء الأفعال باللغات الكنعانية متشابه جدا ولا يكاد أن يختلف إلا بشكل بسيط.
- كما أن اللغات الكنعانية هي عبارة عن لغات غير معربة، أي أن الكلمات لا تنتهي بحركة إعرابية.

### المفردات
تحتوي اللغات الكنعانية على كثير من المفردات المشتركة والمتشابهة التي تستعمل في الحياة اليومية والاجتماعية على نطاق واسع ومنها:
- كلمات اجتماعية، مثل: אב, אם, אח, אחת, חם, בת, בן.
- كلمات للطبيعة، مثل: ירח, שמש, הר, נהר, ים, שמים (שמין), ארץ, עץ.
- أعضاء الإنسان، مثل: עין, אזן, ראש, יד, רגל, בטן, פה, לשן, שן.
- أوصاف للأشخاص، مثل: מלך, נער.
- العد واللأعداد، مثل: אחד, שנים (שנין), שלש, ארבע, חמש, שש, שבע, שמנה, תשע, עשׂר (עסר بالفينيقية).

و إلى غير ذلك من الكلمات المشتركة، إلا أن ذلك لا يعني أن هناك كلمات غير متشابهة تنفرد بها كل لغة على حدى عن الأخرى.

### كتابيا
كانت اللغات الكنعانية بما فيها اللغة العبرية، تكتب بالأبجدية الفينيقية (الكنعانية)، وكانت فقط تكتب الحروف الصامتة، وتهمل الأصوات المتحركة (الصائتة)، إلا أن اللغة العبرية والتي بقيت حية تركت استخدام الخط الفينيقي وقام اليهود باشتقاق خط جديد من الأبجدية الآرامية وكان أيضا لا يستخدم الحركات الصوتية، إلا أن اليهود استحدثوا نظام الحركات والتنقيط في طبريا ما بعد عام 750 للميلاد، (أنظر: اللغة العبرية الطبرية).
لاحظ الخط العبري المشتق من الأبجدية الآرامية:
| א | ב | ג | ד | ה | ו | ז | ח | ט | י | כ |
| ל | מ | נ | ס | ע | פ | צ | ק | ר | ש | ת |

ملحوظات:
- الحروف المائلة (כ, מ, נ, פ, צ) تكتب في آخر الكلمة على شكل (ך, ם, ן, ף, ץ).

## علاقة اللغات الكنعانية باللغة الآرامية
بشكل عام فإن اللغات تؤثر في بعضها بعضا، فتأخذ من بعضها البعض الكثير من المفردات والقواعد، وبما أن اللغة الآرامية كانت لغة سامية شمالية غربية - كاللغات الكنعانية - وأيضا متقاربة جغرافيا من اللغات الكنعانية التي انتشرت في فلسطين، حيث كانت المجموعة الآرامية منتشرة على ألسنة الآراميين في سوريا والعراق.

### التأثير الآرامي على الكنعاني
أثرت اللغات الآرامية على اللغات الكنعانية والتي تتمثل باللغة العبرية، خصوصا ما بعد السبي البابلي الذي أصاب اليهود، فأصبح هناك تبديل كبير في الأصوات العبرية الكنعانية الأصلية إلى أصوات آرامية؛ وذلك عائد إلى التأثير اللغوي الذي تعرض له اليهود عند سبيهم إلى بابل بما يسمى «باللغة العبرية المشناوية» وهي نوع من الآرامية.
أما اللغة العبرية الطبرية والتي أصلحها المساوراتيين اليهود في طبريا ما بعد عام 750 للميلاد، فقد احتوت على أصوات مشابهة لأصوات اللغة الآرامية، ومنها:
- ظهرت قاعدة الصوتين للحرف الواحد (בגדכפ"ת) حيث تلفظ بطريقتين الأولى انفجارية والثانية احتكاكية، وهي: /b, v/ /g, ɣ/ /d, ð/ /k, x/ /p, f/ /t, θ/
- الأصوات المتحركة (الصائتة) وهي: /a/ /e/ /i/ /o/ /u/ /ɛ/ /ɔ/ /ə/.
- ثلث المفردات بالعبرية الحديثة هي ذات أصل آرامي.

### التأثير الكنعاني على الآرامي
أخذت الآرامية تستخدم الخط الكنعاني في كتابة لغتها، ثم انفردت بعد فترة من الزمن بأبجديتها الخاصة (أبجدية آرامية) التي تستخدمها في كتابة أصوات ثم أشتق بعد ذلك الخط السرياني الذي يستخدم في كتابة اللغة السريانية.
و علاوة على ذلك كان الآراميين حين بدأو استخدام الخط الآرامي يستخدمون نوعا من التعابير الكنعانية، لكنهم سرعان ما انتقلوا إلى التعابير الآرامية وتخلوا عن التعابير والمفردات الكنعانية.

مثل على تأثير الكنعانية في الآرامية نجده في لهجة مملكة يأدي كما هي مدونة في أحد نقوش برراكب ملك شمأل.

## اللهجات الكنعانية
تتكون اللغات الكنعانية من اللغات الخمس الآتية: الفينقية والعبرية والعمونية والمؤابية والإدومية.

### المستويات الأربع للغات
تتكون كل لغة من أربعة مستويات:
1. المستوى الصوتي: وهو مجموعة الأصوات الصحيحة وحروف العلة التي توجد في اللغة.
2. المستوى الصرفي: وهو الطريقة التي تعبر فيها اللغة عن الإفراد، والتثنية، والجمع؛ والتذكير، والتأنيث؛ والزمان الماضي والمضارع؛ وتصريف الأفعال، والأسماء؛ واشتقاق الأسماء، مثل اسم المكان واسم الزمان.
3. المستوى النحوي: وهي القواعد التي تقرر ترتيب الكلمات في الجملة، علمًا أن بناء الجملة في اللغات السامية بناء حُر، عمومًا، أي لا توجد قوانين خاصة تلزم بورود الأفعال قبل الأسماء، أو العكس.
4. المستوى المعجمي: أي الألفاظ التي تشتمل عليها اللغة

### المستوى الصوتي للغات الكنعانية
اشتملت اللغة الفينيقية على الأصوات الآتية:
- ا، ب، ت، ج، ح، د، ر، ز، س، ش، ص، ط، ع، ف، ق، ك، ل، م، ن، هـ، و، ي.
- وعلى الرغم من اللغات الكنعانية الأخرى استخدمت الخط الفينيقي نفسه، والذي ليس فيه سوى 22 حرفًا، إلا أننا لا نعرف إن كانت بعض هذه اللغات اشتملت على أصوات أخرى، كُتبت بالأحرف نفسها، مثل أصوات الذال، أو الخاء.
- أما أصوات العلة، فلا نعرفها تمامًا؛ لكننا نقدِّر أنها كانت خمسة: a, u, i, o, e، مقسمة إلى أصوات طويلة وقصيرة.

### المستوى الصرفي للغات الكنعانية
- يصعب التعرف على المستوى الصرفي لهذه اللغات، لأن حروف العلة ليست مكتوبة.
- فلا يمكن أن نعرف كيف كانت هذه اللغات تعبِّر عن اسم الفاعل، واسم المفعول، مثلاً.
- لكننا نعرف أن جمع المذكر السالم المذكر، مثلاً، يبنى بإضافة الياء والميم في آخر الكلمة، والمؤنث، بإضافة وأو وتاء في آخر الكلمة. وأن أداة التعريف هي الهاء في أول الكلمة.

### المستوى النحوي للغات الكنعانية
بناء الجملة الكنعانية لا يختلف عن بناء الجملة في أكثر اللغات السامية، ويتسم بأنه حر، يسمح بترتيب الأفعال والأسماء والظروف ترتيبًا حرًا، فيمكن أن تكون الجملة: فعل + اسم: ”جاء الرجل“، أو اسم + فعل: ”الرجل جاء“.

### المستوى المعجمي للغات الكنعانية
- تشترك اللغات الكنعانية مع اللغات السامية الأخرى في كثير من ألفاظ المعجم، مثل كلمة ”ملك“، و“بيت“، ”موت“، و“كلب“.

## السمات اللغوية
لا يسهل تبين السمات اللغوية للهجات الكنعانية لسببين. أولهما أن اللهجات الكنعانية مكتوبة بخطوط لا تعبر عن الحركات القصيرة أبدًا، ولا تعبر عن الحركات الطويلة إلا أحيانًا، مما يعني أننا لا نعرف كثيرًا من الصفات الصوتية، والصرفية، والمعجمية لهذه اللهجات. والسبب الثاني هو قلة النصوص المكتشفة في أكثر اللهجات الكنعانية، مما يجعل المقارنة بين هذه اللهجات صعبة.

### الأصوات
تشتمل الفينيقية على اثنين وعشرين حرفًا تعبر، في الأغلب، عن اثنين وعشرين صوتًا، هي: الهمزة، الباء، التاء، الجيم، الحاء، الدال، الراء، الزين، السين، الشين، الصاد، الطاء، العين، الفاء، القاف، الكاف، اللام، الميم، النون، الهاء، الواو، والياء.
ومعروف أن الخطوط الكنعانية الأخرى، العبرانية، والعمونية، والمؤابية، والأدومية، مأخوذة عن الخط الفينيقي، ففيها اثنان وعشرون حرفًا كذلك، وإنْ كان بعض الباحثين يفترض أن بعض هذه اللغات كان فيها أكثر من اثنين وعشرين صوتًا، لكن الشعوب الكنعانية الأخرى لم تضف حروفًا جديدة لتعبر عن الأصوات الإضافية غير الموجودة في الفينيقية.

### أوزان الفعل
تشترك اللهجات الكنعانية في أوزان الفعل عينها، ويُلحظ، عمومًا، أن الوزن المتعدي في العبرية، هفعيل، يقابله في الفينيقية وزن يفعيل. كما يُلحظ أن الفينيقية والمؤابية تشتملان على وزن افتعل.

### اسم الموصول
يقابل اسم الموصول الفينيقي أ ش، اسم الموصول العبري أ ش ر ، غير أن اللهجة الجُبَيلية تستخدم اسم الموصول ز في الفترات المبكرة.

### الإفراد والجمع
يُبنى جمع المؤنث في اللهجات الكنعانية بإضافة الواو والتاء في آخره، ولما كانت هذه اللهجات لا تكتب الحركات في وسط الكلمات، في الغالب، فتظهر هذه النهاية على هيئة تاء فقط. أما جمع المذكر السالم فيُبنى بإضافة الياء والميم في آخر الكلمات المذكرة، ولما كانت هذه اللهجات لا تكتب الحركات في وسط الكلمات، في الغالب، فتظهر هذه النهاية على هيئة ميم فقط. وقد ذهبت المؤابية في هذا الصدد مذهبًا خاصًّا بها، على أية حال، إذ أن نهاية جمع المذكر فيها هي الياء والنون، وليس الياء والميم، وقد يكون السبب في ذلك تأثير آراميٌّ أو عربيٌّ.

### المعجم
تشترك اللهجات الكنعانية في أكثر المفردات، ويُلحظ، على أية حال، وجود ألفاظ ترد في الفينيقية على نحو يخالف العبرية، ففي حين تستخدم العبرية الفعل هيا لتعبر عن فعل الكون، تستخدم الفينيقية الفعل كون لتعبر عن الفعل نفسه. كما أن الفينيقية تستخدم الفعل فعل لتعبر عن معنى «صنع»، وتستخدم العبرية الفعل عسى لتعبر عن هذا المعنى. وعلى مستوى الأسماء ترد كلمة نفس العبرية، والتي معناها «نَفْس»، على هيئة نبش في الفينيقية.

## وصلات خارجية
- اللغات الكنعانية.
- بي دي إف  كلمات من اللغة الفينيقية.
- اللغات السامية الغربية.
- تاريخ اللغة العبرية، منذ نشأتها الأولى حتى الوقت الحاضر.